# Cinemàtica
El mot cinemàtica (del grec κίνημα, kínēma, «moviment») és la branca de la mecànica clàssica que estudia les lleis del moviment dels cossos sense tenir en compte les causes que el produeixen, és l'estudi relatiu al moviment.
A la cinemàtica s'utilitza un sistema de coordenades per descriure les trajectòries, anomenat sistema de referència. La velocitat és el ritme amb què canvia la posició un cos. L'acceleració és el ritme amb què canvia la seva velocitat. La velocitat i l'acceleració són les dues principals magnituds que determinen com canvia la posició d'un mòbil en funció del temps.
Un cos es mou quan la seva posició canvia respecte d'un sistema de referència (conjunt de convencions per mesurar la posició d'un objecte), que considerem immòbil, el qual s'ha de fixar.
Un problema de cinemàtica comença descrivint la geometria del sistema (problema) que tenim i declarant les condicions inicials de qualsevol valor conegut com la velocitat i/o acceleració de punts dins el sistema. Després utilitzant fórmules de la geometria, es pot determinar la posició, la velocitat i l'acceleració de qualsevol part desconeguda del problema.
L'anàlisi cinemàtica és el procés de mesura de les quantitats cinemàtiques utilitzades per descriure el moviment. En enginyeria, per exemple, l'anàlisi cinemàtica es pot utilitzar per trobar l'interval de moviments d'un determinat mecanisme i funcionar a la inversa, utilitzant la síntesi cinemàtica per dissenyar un mecanisme per a un rang de moviment desitjat.  A més, la cinemàtica aplica la geometria algebraica per a l'estudi de l'avantatge mecànic d'un sistema o mecanisme mecànic.

## Història[calcitació]
Els primers conceptes sobre cinemàtica es remunten al segle xiv, procedeixen de la lògica, en particular de la doctrina de la divisibilitat de les formes, o teoria dels càlculs (càlcul). Aquests desenvolupaments es deuen a científics com William Heytesbury i Richard Swineshead, a Anglaterra, i a altres, com Nicolau Oresme, de l'escola francesa.
Cap al 1605, Galileo Galilei va fer els seus famosos estudis del moviment de caiguda lliure i d'esferes en plans inclinats per tal de comprendre aspectes del moviment rellevants en el seu temps, com el moviment dels planetes o les bales de canó. Posteriorment, l'estudi de la cicloide realitzat per Evangelista Torricelli (1608-47), va configurar el que es coneixeria com a geometria del moviment.
El naixement de la cinemàtica moderna té lloc amb la conferència de Pierre Varignon el 20 gener del 1700 davant l'Acadèmia Reial de les Ciències de París. En aquesta ocasió defineix la noció d'acceleració i mostra com és possible deduir de la velocitat instantània amb l'ajuda d'un simple procediment de càlcul diferencial.
A la segona meitat del segle xviii es van produir més contribucions per Jean Le Rond d'Alembert, Leonhard Euler i André-Marie Ampère, continuant amb l'enunciat de la llei fonamental del centre instantani de rotació en el moviment sobre un pla de Daniel Bernoulli (1700 - 1782).
El vocable Cinemàtica va ser creat per André-Marie Ampère (1775-1836), qui va delimitar el contingut de la Cinemàtica i va aclarir la seva posició dins del camp de la Mecànica. Des d'aleshores i fins als nostres dies la Cinemàtica ha continuat el seu desenvolupament fins a adquirir una estructura pròpia.
Amb la Teoria de la relativitat especial d'Albert Einstein, presentada el 1905, es va iniciar una nova etapa, la cinemàtica relativista, on el temps i l'espai no són absoluts, i sí que ho és la velocitat de la llum.

## Elements bàsics de la cinemàtica[calcitació]
Els elements bàsics de la cinemàtica són: l'espai, el temps i el moviment. En la mecànica clàssica s'admet l'existència d'un espai absolut, és a dir, un espai anterior a tots els objectes materials i independent de l'existència d'aquests. Aquest espai és l'escenari on tenen lloc tots els fenòmens físics, i se suposa que totes les lleis de la física es compleixen rigorosament en totes les regions d'aquest espai. L'espai físic es representa en la Mecànica Clàssica mitjançant un espai puntual euclidià.
Anàlogament, la mecànica clàssica admet l'existència d'un temps absolut que transcorre de la mateixa manera en totes les regions de l'univers i que és independent de l'existència dels objectes materials i de l'ocurrència dels fenòmens físics.
El mòbil més simple que es pot considerar és el punt material o partícula. Hi ha tres conceptes a considerar: lloc/posició, rapidesa o velocitat i acceleració.
Conceptes bàsics de la cinemàtica són: el sistema de referència, el moviment, la trajectòria i el mòbil puntual. Magnituds físiques secundàries en la cinemàtica són: el desplaçament, la velocitat i l'acceleració.

### Fonament de la cinemàtica clàssica
La cinemàtica tracta de l'estudi del moviment dels cossos en general i, en particular, el cas simplificat del moviment d'un punt material, mes no estudia per què es mouen els cossos sinó que es limita a descriure les seves trajectòries i manera de reorientar en el seu avanç. Per a sistemes de moltes partícules, per exemple els fluids, les lleis de moviment s'estudien en la mecànica de fluids.
El moviment traçat per una partícula ho mesura un observador respecte a un sistema de referència. Des del punt de vista matemàtic, la cinemàtica expressa com varien les coordenades de posició de la partícula (o partícules) en funció del temps. La funció matemàtica que descriu la trajectòria recorreguda pel cos (o partícula) depèn de la velocitat (la rapidesa amb la qual canvia de posició un mòbil) i de l'acceleració (variació de la velocitat respecte del temps).
- El moviment d'una partícula (o cos rígid) es pot descriure segons els valors de velocitat i acceleració, que són magnituds vectorials:
- Si l'acceleració és nul·la, dona lloc a un moviment rectilini uniforme i la velocitat roman constant al llarg del temps.
- Si l'acceleració és constant amb la mateixa direcció que la velocitat, dona lloc al moviment rectilini uniformement accelerat i la velocitat variarà al llarg del temps.
- Si l'acceleració és constant amb direcció perpendicular a la velocitat, dona lloc al moviment circular uniforme, on el mòdul de la velocitat és constant, canviant la seva direcció amb el temps.
- Quan l'acceleració és constant i està en el mateix pla que la velocitat i la trajectòria, té lloc el moviment parabòlic, on la component de la velocitat en la direcció de l'acceleració es comporta com un moviment rectilini uniformement accelerat, i la component perpendicular es comporta com un moviment rectilini uniforme, i es genera una trajectòria parabòlica en compondre ambdues.
- Quan l'acceleració és constant però no està en el mateix pla que la velocitat i la trajectòria, s'observa l'efecte de Coriolis.
- En el moviment harmònic simple es té un moviment periòdic de vaivé, com el del pèndol, en el qual un cos oscil·la a un costat hi ha un altre des de la posició d'equilibri en una direcció determinada i en intervals iguals de temps. l'acceleració i la velocitat són funcions, en aquest cas, sinusoidal del temps.

En considerar el moviment de translació d'un cos extens, en el cas de ser un cos rígid, coneixent com es mou una de les partícules, es dedueix com es mouen les altres. Més concretament:
- En un moviment pla bidimensional si es coneix el moviment de 2 punts del sòlid, el moviment de tot el sòlid està determinat
- En un moviment general tridimensional, el moviment queda determinat si es coneix el moviment de 4 punts del sòlid.

## Cinemàtica del sòlid rígid
S'entén com a sòlid rígid aquell sòlid tal que en qualsevol instant la distància entre dos punts pertanyents al mateix es manté constant.
La cinemàtica del sòlid rígid es pot estudiar en dos models:
- Cinemàtica plana: quan la trajectòria de cadascun dels punts d'un sòlid rígid es mantingui paral·lela a un pla qualsevol al llarg del temps, podem estudiar el sistema en dues dimensions. En aquest cas els vectors de velocitat i d'acceleració seran també paral·lels a aquest pla, i els vectors de velocitat i d'acceleració angulars, seran perpendiculars. Estudiar un sistema mitjançant cinemàtica plana ens permet simplificar el càlcul, ja que algunes expressions es poden reescriure de manera més simplificada i, a més, podem utilitzar vectors de dues components.

- Cinemàtica en l'espai: qualsevol cas no comprès en el cas anterior. En aquest cas els vectors posició, velocitat, acceleració i velocitat i acceleració angulars poden tenir qualsevol direcció. Tots ells caldrà treballar-los amb tres components, cosa que allarga el càlcul. En la resolució de sistemes en l'espai poden aparèixer dificultats afegides respecte al cas anterior perquè tindrem més variables (les magnituds angulars passen de tenir una component a tenir-ne tres).

Es defineixen tres tipus de moviment:

### Translació
Es diu que un sòlid es troba en translació quan qualsevol segment solidari al sòlid que nosaltres podem imaginar es manté paral·lel a ell mateix en el temps. Quan un sòlid es troba en translació, la velocitat i acceleració de tots els seus punts és igual en mòdul i direcció. La velocitat i acceleració angulars sempre seran 0.

### Rototranslació
Es diu que un sòlid rígid es troba en rototranslació quan no compleix les condicions anteriors, és a dir, quan la velocitat de dos dels seus punts no és igual en mòdul o direcció.
Les següents equacions ens permeten descriure el moviment d'un sòlid rígid en l'espai:
{\displaystyle {\overrightarrow {{V}_{B}}}={\overrightarrow {{V}_{A}}}+{\overrightarrow {\omega }}\times {\overrightarrow {AB}}}
{\displaystyle {\overrightarrow {{A}_{B}}}={\overrightarrow {{A}_{A}}}+{\overrightarrow {\alpha }}\times {\overrightarrow {AB}}+{\overrightarrow {\omega }}\times \left({\overrightarrow {\omega }}\times {\overrightarrow {AB}}\right)}
Per a la cinemàtica plana, podem simplificar l'anterior equació:
{\displaystyle {\overrightarrow {{A}_{B}}}={\overrightarrow {{A}_{A}}}+{\overrightarrow {\alpha }}\times {\overrightarrow {AB}}-\left\|{\overrightarrow {\omega }}\right\|\cdot {\overrightarrow {AB}}}
Cal posar èmfasi que aquestes equacions només es poden aplicar entre punts del mateix sòlid rígid.

### Rotació
La rotació pura és un cas concret de la rototranslació. Es diu que un cos es troba en rotació pura quan l'eix al voltant del qual giren els seus punts es manté constant al llarg del temps. La velocitat de qualsevol punt d'aquest sòlid serà:
{\displaystyle {\overrightarrow {V}}={\overrightarrow {\omega }}\times {\overrightarrow {r}}}
On {\displaystyle {\overrightarrow {r}}} és el vector posició des de l'eix de rotació fins al punt on volem calcular la velocitat.
Una descripció mes detallada d'aquest cas es pot trobar a la pàgina del moviment circular.

## Cinemàtica de sistemes. Moviment relatiu
L'estudi del moviment d'un sòlid rígid pot tenir el seu interès, no obstant, a la pràctica el que trobem són sistemes formats per diferents sòlids rígids que es mouen de manera conjunta, els quals ens interessarà analitzar per determinar el moviment.
Podem considerar bàsicament dos casos:
- Peces unides per articulacions: en aquest cas s'acostuma a considerar que les velocitats i acceleracions en el punt de l'articulació són les mateixes per a les dues o més peces que intervenen. És el cas més senzill.

- Peces amb moviment relatiu: són muntatges on dues peces no tenen un punt comú que es mantingui constant, sinó que es mouen una respecte de l'altra. En aquest cas cal tenir en compte aquest moviment relatiu per estudiar la cinemàtica del sistema, tal com s'indica a continuació.

Només resta destacar que les equacions presentades no tenen en compte la teoria de la relativitat d'Einstein, de manera que només són vàlides per a velocitats "petites" respecte a la velocitat de la llum. No obstant això la cinemàtica, com a part de la mecànica, estudia habitualment sistemes on els efectes d'aquesta teoria són completament imperceptibles.

### Velocitat relativa entre dos sòlids rígids
Donats dos sòlids rígids que es mouen respecte a un sistema de referència fix (anomenat habitualment terra o bancada) i que a més es mouen l'un respecte de l'altre, disposem de la velocitat d'un d'ells respecte del sistema fix (per exemple, perquè està fixat a la bancada mitjançant una articulació) i de la velocitat del segon sòlid respecte del primer. L'equació que els relaciona, que de fet és l'expressió vectorial per a velocitats de la relativitat de Galileu, és:
{\displaystyle {\overrightarrow {{V}_{2}}}={\overrightarrow {{V}_{1}}}+{\overrightarrow {{V}_{2/1}}}}
On:
- V₂: Velocitat del cos 2 respecte del sistema de referència fix; anomenada velocitat absoluta del cos respecte de la bancada.
- V1: Velocitat del cos 1 respecte del sistema de referència fix; anomenada velocitat d'arrossegament amb què el primer cos arrossega el segon en moure's.
- V2/1: Velocitat del cos 2 respecte del cos 1. Dit d'altra manera, velocitat del cos 2 referenciada a un sistema de referència que es mou amb el cos 1. S'anomena velocitat relativa amb què es mou el segon cos respecte del primer. És freqüent que el moviment d'un sòlid respecte de l'altre estigui limitat per una guia o similar, de manera que en coneixerem la direcció fàcilment.

Per a les velocitats angulars podem establir la següent equació:
{\displaystyle {\overrightarrow {{\omega }_{2}}}={\overrightarrow {{\omega }_{1}}}+{\overrightarrow {{\omega }_{2/1}}}}
Per posar un exemple, podem imaginar una persona que camina sobre un tren en moviment: V1 seria la velocitat del tren respecte del terra, V2/1 la de la persona respecte del vagó de tren i V₂ la de la persona respecte del terra, obtinguda de combinar (sumar) la velocitat de la persona respecte del tren i la del tren respecte del terra.
Per resoldre sistemes reals en moltes ocasions no disposarem d'aquestes dades directament, però podrem aplicar diverses condicions que ens limitaran els diferents moviments. A més, en moltes ocasions, caldrà plantejar les equacions per a cada un dels sòlids que formen el nostre sistema i resoldre-les conjuntament, en forma de sistema lineal d'equacions.

### Acceleració relativa entre dos sòlids rígids
Donat un plantejament similar al de l'apartat anterior on tenim dos sòlids rígids que es mouen respecte d'un sistema de referència fix i que a més es mouen l'un respecte de l'altre; disposem de les velocitats de tots els cossos, l'acceleració d'un d'ells respecte del sistema fix i l'acceleració del segon sòlid respecte del primer. L'equació que relaciona les acceleracions és:
{\displaystyle {\overrightarrow {{A}_{2}}}={\overrightarrow {{A}_{1}}}+{\overrightarrow {{A}_{2/1}}}+{\overrightarrow {{A}_{cor}}}\ on\ {\overrightarrow {{A}_{cor}}}=2\cdot {\overrightarrow {{\omega }_{1}}}\times {\overrightarrow {{V}_{2/1}}}}
Per a les acceleracions angulars:
{\displaystyle {\overrightarrow {{\alpha }_{2}}}={\overrightarrow {{\alpha }_{1}}}+{\overrightarrow {{\alpha }_{2/1}}}+{\overrightarrow {{\omega }_{1}}}\times {\overrightarrow {{\omega }_{2/1}}}}

## Models cinemàtics
- concepte de model

### Moviments rectilinis (una dimensió)
- Moviment rectilini uniforme
- Moviment rectilini uniformement accelerat
- Moviment harmònic simple

### Moviments en el pla (dues dimensions)
- Moviment circular
- Tir parabòlic

## Registre del moviment
La tecnologia avui en dia ens ofereix moltes formes de registrar el moviment efectuat per un cos. Així, per mesurar la velocitat es disposa del radar de trànsit, el funcionament el qual es basa en l'efecte Doppler. El taquímetre és un indicador de la velocitat d'un vehicle basat en la freqüència de rotació de les rodes. Els caminants disposen de podòmetres que detecten les vibracions característiques del pas i, suposant una distància mitjana característica per a cada pas, permeten calcular la distància recorreguda. El vídeo, unit a l'anàlisi informàtic de les imatges, permet igualment determinar la posició i la velocitat dels vehicles.